# Felidhoo
Felidhoo (malediw. ފެލިދޫ) – wyspa na Malediwach, stolica atolu Vaavu. Według danych na rok 2014 liczyła 506 mieszkańców.